# كريستوفر براونينغ
كريستوفر براونينغ (بالإنجليزية: Christopher Browning)‏ (و. 1944  م) هو مؤرخ أمريكي، ولد في تورينو، وهو عضوٌ في الأكاديمية الأمريكية للفنون والعلوم.

## التعليم
تعلم في جامعة ويسكونسن-ماديسون، وكلية أوبرلين.

## وصلات خارجية
- كريستوفر براونينغ على موقع IMDb (الإنجليزية)
- كريستوفر براونينغ على موقع قاعدة بيانات الفيلم (الإنجليزية)

- كريستوفر براونينغ في قاعدة بيانات الأفلام على الإنترنت